# Mutunus Tutunus
Mutunus Tutunus – rzymskie bóstwo związane z płodnością. Bóstwo to jest słabo poświadczone źródłowo, z pisarzy rzymskich wspomina o nim jedynie Pompejusz Festus. Późniejsze relacje pochodzą już od pisarzy wczesnochrześcijańskich - Tertuliana, Augustyna, Laktancjusza i Arnobiusza.
Na wzgórzu Welia w Rzymie miało znajdować się sanktuarium z posągiem Mutunusa Tutunusa, wyobrażonego jako fallus. Zgodnie z przekazami, do sanktuarium tego miały udawać się kobiety, by wieńczyć posąg bóstwa wieńcami.
Istnieją również przekazy, wedle których wizerunki bóstwa miały znajdować się w sypialniach. Panny młode w dniu ślubu miały siadać na wizerunku bóstwa, by ofiarować mu swoje dziewictwo.